# Бэйли (рестлер)
Памела Роуз Мартинес (англ. Pamela Rose Martinez, род. 15 июня 1989, Ньюарк, Калифорния) — американская женщина-рестлер, в настоящее время выступающая в WWE на бренде SmackDown.
Также она является бывшей женской чемпионкой SmackDown и командной чемпионкой WWE среди женщин (с Сашей Бэнкс).
До начала своей карьеры в WWE Мартинес выступала на независимой сцене под именем Давина Роуз. После подписания контракта с WWE в 2012 году она получила прозвище Бэйли, и в 2015 году выиграла женское чемпионство NXT. Бейли дебютировала в основном ростере в 2016 году и стала однократной женской чемпионкой Raw, первой женской командной чемпионкой WWE в составе Boss'n'Hug Connection (с Сашей Бэнкс) и двукратной женской чемпионкой SmackDown. Кроме того, она выиграла лестничный матч Money in the Bank в 2019 году и успешно использовала свой контракт в ту же ночь от победы чемоданчика до достижения своего первого женского чемпионства SmackDown.
В общей сложности Бейли является пятикратной чемпионкой среди женщин в WWE и единственной женщиной, которая выиграла чемпионство Raw, SmackDown, NXT и женское командное чемпионство. Она признана первой женской чемпионкой Тройной Короны и Большого Шлема в истории WWE. Бейли также является первой женщиной, которая успешно защитила женское чемпионство SmackDown WWE в Саудовской Аравии на Super ShowDown. В 2024 году стала победительницей «Королевской битвы».

## Ранняя жизнь
Мартинес выросла в пригороде залива Сан-Хосе, штат Калифорния, у отца-мексиканца и матери-англоамериканки. Училась девочка в средней школе Независимости в Сан-Хосе и когда-то играла в школьной баскетбольной команды, где была капитаном.

## Карьера в рестлинге

### Независимая сцена (2008—2012)
Мартинес посещала шоу Big Time Wrestling, профессионального рестлинга в Северной Калифорнии, когда ей исполнилось 11 лет. В апреле 2008 года в возрасте 18-ти лет она начала свою профессиональную карьеру рестлера, посещая тренировочные занятия Big Time Wrestling у своего главного тренера Джейсона Стайлза, что было одной из причин, почему Мартинес рассматривала Big Time Wrestling как свой домашний промоушин. Свой первый матч она провела в сентябре 2008 года. На американской независимой сцене, Мартинес выступала под псевдонимом Давина Роуз. Роуз выступала за Big Time Wrestling с 2008 по 2012 год. Между 2011 и 2012 годами Роуз разветвлялась, выступая за другие промоушины, такие как NWA Championship Wrestling from Hollywood, Pro Wrestling Destination и Shine Wrestling.
В октябре 2010 года Роуз впервые встретилась со своей наставницей Сереной, когда они вместе выступали в командном матче. В октябре 2011 года Роуз дебютировала за Shimmer Women Athletes на записях Shimmer Volume 41-44, она была втянута во вражду Серены с Канадскими ниндзя (Порша Перес и Николь Мэтьюз). На записях Роуз проиграла все четыре матча, включая свой дебютный матч с Мерседес Мартинес. В 2012 году Роуз продолжила выступать за Shimmer и одержав свою первую победу на Volume 48, когда она объединилась с Мией Йим, победив Мелани Круз и Мену Либра; на Volume 51 и 52 Роуз одержала свои первые две одиночные победы в Shimmer над Cherry Bomb и Рией О’Рейли.

### WWE

#### Ранние выступления в NXT (2012—2015)
В декабре 2012 года стало известно, что Мартинес подписала контракт с WWE. В январе 2013 года Мартинес дебютировала в составе команды WWE Development territory NXT на хаус-шоу в маске. Затем она взяла рингнейм Бэйли и дебютировала на телевидении NXT на эпизоде от 20 марта проиграв Пейдж. 12 июня Бэйли приняла новый образ фанатки с глазами лани, а затем проиграла Алисии Фокс в первом раунде турнира NXT Women’s Championship, короновав первую чемпионку. 21 августа Бэйли безуспешно бросила вызов Эй-Джей Ли за чемпионство Див. 4 сентября Бейли одержала свою первую победу, объединившись с Шарлоттой против Алисии Фокс и Аксаны. К досаде Шарлотты, The BFFs (Beautiful Fierce Females) (Саша Бэнкс и Саммер Рэй), попытались убедить Бейли присоединиться к ним, но это привело к тому, что Шарлотта атаковала Бейли во время их матча против BFFs 13 ноября и вместо этого быстро присоединилась к BFFs. Затем Бэйли заключила короткий союз с Дивой основного ростера Натальей, победив Сашу Бэнкс как в командных, так и в одиночных матчах.
1 мая 2014 года Бейли не смогла пройти дальше в турнире за вакантное женское чемпионство NXT, проиграв Бэнкс в первом раунде. После того, как она удержала Шарлотт в командном матче, Бэйли победила Сашу Бэнкс, став претенденткой номер один за женское чемпионство NXT Шарлотт , но ей не удалось выиграть титул на NXT TakeOver: Fatal 4-Way, так и в матче-реванше, который состоялся 2 октября. В середине октября, проиграв Бэнкс, Бейли была атакована своей бывшей подругой Бекки Линч, которая вступила в союз с Бэнкс, а позже Бейли заключила союз с бывшей соперницей Шарлотт, чтобы враждовать с Бэнксом и Линчем в течение следующих нескольких недель. На эпизоде 27 ноября на Бейли напали Бэнкс и Линч, повредив (сюжетно) ей колено. На эпизоде 21 января 2015 года вернулась, прежде чем неохотно напасть на саму Шарлотт, спасла её от нападения Бэнкс и Линч. 11 февраля на NXT TakeOver: Rival Бэйли участвовала в четырёхстороннем фатальном матче за женское чемпионство NXT, но выиграть титул ей не удалось.

#### Женская чемпионка NXT (2015—2016)
В марте 2015 года Бэйли начала вражду с Эммой после того, как она критиковала Бэйли за её любезность и утверждала, что это помешало ей выиграть женское чемпионство NXT. Это привело к матчу между ними на эпизоде 1 апреля, которая выиграла Бэйли. На эпизоде от 29 апреля Бэйли была побеждена Даной Брук после того, как Эмма отвлекла её внимание. На следующей неделе, Бэйли отомстила Эмме, когда она напала на неё после того, как Эмма проиграла Шарлотте в матче. 20 мая на NXT TakeOver: Unstoppable Бейли объединилась с Шарлоттой, победив Эмму и Брук. На эпизоде 27 мая Бэйли была побеждена Эммой, а после матча она и Шарлотта подверглись нападению со стороны Эммы и Даны Брук. После короткого перерыва Бейли вернулась из-за травмы сломанной руки на эпизоде от 22 июля, где она победила Эмму и заявила, что у неё есть свои взгляды на женское чемпионство NXT, официально прекратив их вражду.
В августе 2015 года, после победы над Шарлоттой, Бэйли победила Бекки Линч, став новой претенденткой номер один за женское чемпионство NXT. 22 августа на NXT TakeOver: Brooklyn Бейли победила Сашу Бэнкс, впервые выиграв женское чемпионство NXT, и после матча она праздновала вместе с Бэнкс, Линч и Шарлоттой. 7 октября в матче-реванше между ними двумя, оспариваемом в мэйн-ивенте на NXT TakeOver: Respect, в первом в истории WWE женском 30-минутном матче по правилам Железного Человека Бейли победила Бэнкс с тремя удержаниями до двух после обеспечения третьего удержания за три секунды, оставшегося в матче, сохранив чемпионство. На протяжении всего своего чемпионского рейна Бейли продолжала отбиваться от претенденток за титул, таких как Алекса Блисс, Ева Мари, Ная Джакс и Кармелла.
На эпизоде NXT от 16 марта 2016 года, после того как Бейли и Аска выиграли командный матч, генеральный менеджер NXT Уильям Ригал объявил, что Бэйли будет защищать своё чемпионство против Аски 1 апреля на NXT TakeOver: Dallas. На этом PPV Бэйли проиграла чемпионство Аске, завершив свой рейн в 223 дня. После короткого перерыва с выступлениями на ринге Бэйли вернулась в эпизоде 18 мая после того, как была вызвана Наей Джакс на матч, в котором она потерпела поражение. После того, как она была заменена Джакс на NXT TakeOver: The End из-за травмы (сюжетно) которая сделала её неспособной участвовать в матче-реванше за женское чемпионство NXT против Аски, Бейли вернулась на эпизоде 22 июня, где победила Деонну Пурраццо. На эпизоде 27 июля Бэйли попросила генерального менеджера NXT Уильяма Ригала провести матч-реванш против Аски за женское чемпионство NXT на NXT TakeOver: Brooklyn II, который он предоставил. Две недели спустя, на эпизоде 10 августа, между девушками состоялось подписание контракта, который они приняли и подписали. На турнире 20 августа Бейли не смогла вернуть себе титул, что стало её последним матчем в NXT.

#### Женская чемпионка RAW (2016—2017)
24 июля на PPV Battleground Бэйли дебютировала в основном ростере WWE в качестве одноразового партнера Саши Бэнкс в командном матче, победив Шарлотту и Дану Брук. На эпизоде Raw 22 августа Бейли официально дебютировала в основном ростере после того, как была утверждена генеральным менеджером Raw Миком Фоли частью красного бренда, где она столкнулась и бросила вызов женской чемпионке Raw Шарлотте за титульный матч, от которого Шарлотта отказалась и вместо этого заставила протеже Брук встретиться с ней, которую Бэйли победила. На Clash of Champions Бэйли не смогла выиграть чемпионство у Шарлотты в матче тройной угрозы, в котором также участвовала Бэнкс. Все это время она враждовала с Брук, и оба они ссорились и обменивались победами в поединках. Кульминацией этого стал матч на ППВ Hell in a Cell (2016) 30 октября, которая выиграла Бэйли. На Survivor Series 20 ноября Бэйли выжила вместе с Шарлоттой Флэр в качестве членов команды Raw, но после матча была атакована Флэр.
2 января 2017 года Бэйли победила Джакс, став претенденткой номер один за женское чемпионство RAW Флэр. Она бросила ей вызов на Королевской Битве, но титул ей выиграть не удалось. На следующем вечере Raw, она заработала реванш после того, как она, Сезаро и Шеймус победили Флер, Галлоуса и Андерсона, а Бэйли удержала Флэр. Две недели спустя, на эпизоде от 13 февраля, Бэйли победила Флэр в мэйн-эвенте Raw, выиграв женское чемпионство Raw не без помощи Бэнкс. На Fastlane Бэйли защитила титул против Шарлотты благодаря отвлечению от Бэнкс и, в свою очередь, дало Шарлотте её первый проигрыш на ППВ. На WrestleMania 33 в своей дебютной WrestleMania Бэйли сохранила свой титул против Шарлотты, Бэнкс и Джакс в фатальном четырёхстороннем матче на выбывании. 30 апреля Бейли проиграла о титул Блисс Payback (2017), завершив свой рейн в 76 дней. Затем она не смогла вернуть себе титул в матче кендо-палки на шесте на Extreme Rules (2017) 4 июня. В июле 2017 года Бэйли снова стала претенденткой номер один на чемпионство и должна была встретиться с Блисс на Саммерсламе 20 августа, но она получила раздельную травму плеча, которая не позволила ей выступить. На эпизоде Raw от 18 сентября Бейли вернулась после травмы, чтобы помочь Бэнкс отбиться от Блисс и Джакс. Шесть дней спустя на ППВ No Mercy (2017) она проиграла фатальный пяти-сторонний матч за Женское Чемпионство RAW.

#### The Boss 'n' Hug Connection (2017—2019) и Командное чемпионство WWE среди женщин
19 ноября 2017 года, на Survivor Series (2017), Бейли снова была частью команды Raw в матче команды пять на пять на выбывании, из которого она была выбита Таминой. Ближе к концу года Бэйли, вместе с Сашей Бэнкс и Микки Джеймc, начала вражду с Absolution (Пейдж, Мэнди Роуз и Соня Девилль) это привело к различным одиночным и командным матчам , в основном выигранными Absolution. 28 января 2018 года на Royal Rumble Бэйли участвовала в первом женском Royal Rumble матче, войдя под номером 29, но была быстро устранена своей лучшей подругой Сашей Бэнкс. Несколько недель спустя, 25 февраля на Elimination Chamber (2018), Бейли приняла участие в первом женской Elimination Chamber матче, где она была устранена Алексой Блисс после того, как Бэнкс столкнула её со стручка.
На kick-off WrestleMania 34 Бэйли участвовала в первом женском баттл-рояле, где она отомстила, устранив Бэнкс, и была последней женщиной, выбывшей из матча её победительницей, Наоми. На эпизоде Raw от 26 марта, после нескольких недель вражды, включая предательство Бэйли Бэнкс во время их матчей, Бейли и Бэнкс поссорились за кулисами, и их пришлось разлучить. Эти двое столкнулись в середине апреля, но их матч закончился без результата после того, как Riott Squad (Руби Райотт, Сара Логан и Лив Морган) вмешалась и атаковали их обоих. На протяжении всей середины 2018 года Бэйли и Бэнкс продолжали нападать друг на друга, и им было сказано посещать встречи психолога доктора Шелби, чтобы помочь сохранить их дружбу. В июле они помирились и создали команду известную как The Boss 'n' Hug Connection. 17 февраля 2019 года на Elimination Chamber Бэйли и Бэнкс выиграли первое Женское командное чемпионство WWE устранив последних Мэнди Роуз и Соню Девилль в командном матче Elimination Chamber. На Fastlane они успешно защитили первую защиту титула, против Наи Джакс и Тамины. На WrestleMania 35 25 марта проиграли титулы IIconics в фатальном четырёхстороннем матче, закончив свой рейн в 49 дней. 15 апреля WWE опубликовала видео, на котором Бэнкс не отвечает на звонки Бейли.

#### Женская чемпионка SmackDown и Хил-терн (2019 — по настоящее время)
16 апреля Бейли в рамках Встряски Суперзвезд (Superstar Shake-up) была переведена на бренд SmackDown, распустив свою команду вместе с отсутствовавшей тогда Сашей Бэнкс, которая осталась на Raw. На последнем событии Финальная глава ЩИТа Бэйли объединилась с Эмбер Мун, победив Riott Squad. 19 мая, на ППВ Money in the Bank, Бейли выиграла чемоданчик Money in the Bank в лестничном матче, предоставив ей матч за женское чемпионство в любое время и по её выбору. Позже в тот же вечер она реализует свой контракт, победив Шарлотту Флэр, впервые выиграв Женское чемпионство SmackDown. Эта победа сделала её первой обладательницей Большого Шлема среди женщин WWE в истории WWE. В течение июня и июля Бэйли враждовала с Алексой Блисс и Никки Кросс, где она победила Блисс на PPV Stomping Grounds, и она сохранила свой титул от Блисс и Кросс в гандикап матче на Extreme Rules (2019). На Саммерсламе Бэйли успешно защитила титул против Эмбер Мун.
На эпизоде Raw от 2 сентября Бэйли впервые в своей карьере совершила хилтерн, помогая Саше Бэнкс напасть на Бекки Линч. На следующий вечер в прямом эфире SmackDown Бэйли оправдала свое нападение на Линч, объяснив, что она помогла Бэнкс только из-за их дружбы. Бэйли успешно защитила титул против Шарлотты Флэр на Clash of Champions после использования вставляемого тернбакла, но проиграла титул Флэр на Hell in a Cell (2019), закончив свой рейн в 140 дней. На эпизоде SmackDown 11 октября Бэйли дебютировала в новом образе, отрезав свой конский хвост и напав на надувных воздушных танцоров (называемых «приятелями Бэйли») во время её входа, а затем снова вернула себе чемпионство у Флэр. Впоследствии она дебютировала с новым музыкальным выходом и словесно атаковала фанатов, укрепляя свои позиции хила, и осталась на Smackdown со своей подругой Сашей Бэнкс. В ноябре, вскоре после Survivor Series (2019), она начала вражду с Лэйси Эванс после того, как она оскорбила весь женский ростер SmackDown за их плохое выступление на Survivor Series. Эванс вырезала рекламный ролик, сообщив Бейли, что она вышла из игры под давлением. Бэнкс встала между Бейли и Эвансом, но Эванс исполнила финишер Женское Право на Бэнкс и покинула ринг. На Royal Rumble о успешно защитила титул против Лэйси Эванс.
27 февраля 2020 года на Super ShowDown Бейли победила Наоми, защитив женское чемпионство WWE SmackDown.
В эпизоде SmackDown от 20 марта Бейли и Саша Бэнкс вышли на ринг, заявив, что они собираются пропустить WrestleMania 36 в этом году. Они были прерваны Пейдж, которая объявила, что Бейли будет защищать свой титул против Лэйси Эванс, Даны Брук (которая позже была выбыла из матча), Тамины, Наоми и Саши Бэнкс в шести сторонем матче на выбывании на WrestleMania 36. На этом PPV Бейли случайно ударила Бэнкс, который большую часть матча был в одной команде с Бейли, вызвав короткий спор между ними. Лэйси Эванс воспользовалась отвлечением внимания, чтобы устранить Бэнкс, однако Бейли в конечном итоге сохранила свой титул после того, как Бэнкс вернулся на ринг и атаковала Лейси Эванс.
На эпизоде SmackDown 10 апреля Тамина бросила вызов Бейли за матч женского чемпионства SmackDown. Бейли согласилась, но только в том случае, если Тамина сможет победить Сашу Бэнкс на следующей неделе. На эпизоде SmackDown 17 апреля Тамина победила Бэнкс и матч за женское чемпионство SmackDown как и запланирован пройдет на ППВ Money in the Bank. На этом мероприятии Бейли сохранила титул после того, как Тамина отвлеклась на Сашу Бэнкс.
На эпизоде SmackDown от 5 июня (записанный 26 мая) Бейли и Бэнкс победили Алексу Блисс и Никки Кросс, во второй раз выиграв Женские командные чемпионства WWE, что также сделало Бейли двукратным чемпионом.
На BackLash 2020 Саша Бэнкс и Бэйли победили Алексу Блисс и Никки Кросс и Айконикс в трёх-стороннем матче и защитили женские командные титулы.
На Extreme Rules 2020 Бэйли победила Никки Кросс и защитила женское чемпионство SmackDown.
На эпизоде Raw от 27 июля, прошёл матч между Аской и командной партнёршей Бэйли — Сашей Бэнкс, во время матча Бэйли отвлекла Аску, вследствие чего Саше Бэнкс удалось победить её и стать 5-ти кратной женской чемпионкой Raw, а также команда Бэйли и Саши Бэнкс завладела всеми женскими титулами WWE — женское чемпионство Raw, SmackDown и командные титулы.
9 июля 2020 года было объявлено, что Бэйли получила тяжелую травму колена: во время тренировки она повредила крестообразные связки. Срок восстановления изначально оценивали в 9 месяцев.

#### Группировка «Контроль Повреждений» (2022)
Бэйли вернулась на шоу WWE больше, чем через год: на SummerSlam (2022). Она вышла в зал в сопровождении экс-рестлерш NXT Ио Ширай и Дакоты Кай, вместе с которыми она вступила в конфронтацию с участницами чемпионского матча Бьянкой Бэлэйр и Бекки Линч. Днём позже Summerslam Бэйли с подругами вмешивалась в различные матчи включая матч Ио Скай против Бьянки, остановленный без результата. Группировка получила название «Контроль». На Премиум-шоу «Clash at the Castle» стала участницей матча трио — Бьянка, Аска и Блисс против Бэйли, Скай и Кай. Этот матч завершился победой Бэйли и её подруг, причем именно Бьянка была удержана. На Extreme Rules девушкам был назначен матч с лестницами за чемпионство красного бренда. Кай и Скай попытались вмешаться, но Бьянка смогла отбиться от них, а позже победила, сняв чемпионский пояс, подвешенный над рингом. На Raw 24 октября Бэйли одолела Бьянку после вмешательства Никки Кросс, что дало ей право на ещё один матч за титул — этот матч по правилам «Последняя живая» был назначен на Премиум-шоу Crown Jewel. Данный матч происходил не только на ринге, но и на сцене, где рестлерши обменялись бросками, а Бэйли пыталась воспользоваться гольф-каром. Бьянка избежала наезда, а затем сама на каре привезла к рингу Бэйли, закинув её на крышу. В концовке Бьянка положила Бэйли между створками лестницы на ринге и подпихнула её под нижний канат в углу. Бэйли не была в отключке, однако она не смогла выбраться из этой ловушки и подняться до счета 3, таким образом, проиграв матч. После того, как на последовавшем Raw рестлерши снова поругались, было предложено провести матч по правилам «Военные игры» на Премиум-шоу Survivor Series WarGames. Напарницами «Контроля» стали Никки Кросс, а также Рея Рипли. На RAW 21 ноября На RAW 21 ноября Аска проиграла Рее Рипли, уступив преимущество её команде. На премиум-шоу Команда Бьянки победила после того, как вернувшаяся Бекки Линч удержала Дакоту Кай.

## Стиль реслинга и персона
Когда она начинала свою карьеру рестлера, на самом деле, для подавляющего большинства из них, персонаж Мартинес, Бэйли, был изображен «обнимашкой», выходящим с несколькими надувными аэроменами во время её выходов, а также обнимая многих фанатов(особенно маленьких детей) в присутствии она также заработала прозвище «Доктор Хугономик» («The Doctor of Hugonomics») (отсылка на гиммик Головореза (Thugonomics gimmick) Джона Сины в начале 2000-х годов).
На ринге Мартинес (как Бэйли) использует свой финишер belly-to-belly suplex (суплекс «живот-к-животу»), называя его суплексом Bayley-to-Belly Suplex («Бейли-к-животу»). Однако с тех пор, как она хилтернулась, она начала использовать старый финишер из инди-сцены под названием Rose Plant («Розовое растение») на своих противниках.
По состоянию на 2 сентября 2019 года, когда Бейли впервые в своей карьере хилтернулась, начала изображать лицемерную личность, поскольку она действовала так, как будто ничего не изменилось, а её музыкальная тема на выходе и снаряжение на ринге оставались нетронутыми, несмотря на развитие злодейских черт и коварной тактики. 11 октября Бейли дебютировала в новом образе, отрезав свой конский хвост, уничтожив своих аэроменов и используя ненормативную лексику против фанатов в своем после матчевом промо.

## Другие медиа
Мартинес является играбельным персонажем в четырёх видеоигр от WWE, в WWE 2K17 и продолжая появляться в WWE 2K18, в WWE 2K19, и WWE 2K20.

## Личная жизнь
У Мартинес есть младшая сестра. Она упоминает Рэнди Сэвиджа, Cкалу, Харди Бойз (Мэтт Харди и Джефф Харди), Литу, Рея Мистерио, Джона Сина, Эдди Герреро, Айвори, Викторию, Брета Харта, Трипл Эйч, Невероятная Мула и Триш Стратус в качестве своих вдохновений на рестлинг. Мартинес помолвлена с Аароном Солоу, с которым познакомилась в 2010 году.
Мартинес, также является страстным коллекционером палочек Пого.
После окончания карьеры рестлера, Мартинес планирует открыть собственную реслинг-школу.

## Титулы и достижения
- Pro Wrestling Illustrated
  - Вдохновляющий рестлер года (2015, 2016)[144]
  - Матч года (2015) против Саши Бэнкс на NXT TakeOver: Respect[144]
  - PWI ставит её под № 5 в топе среди 50 женских рестлеров  в 2016 и 2017[145][146]
- Rolling Stone
  - Матч года в NXT (2015)[147] против Саши Бэнкс на NXT TakeOver: Brooklyn
  - Вражда года в NXT (2015)[147] против Саши Бэнкс за Женское Чемпионство NXT
- Sports Illustrated
  - Ставит её под № 8 с Сашей Бэнкс из 10 женщин рестлеров года (2019)[148]
- Wrestling Observer Newsletter
  - Прогресс года (2015)[149]
  - Худшая вражда года (2018) — против Саши Бэнкс
- WWE
  - Чемпион NXT среди женщин (1 раз)[150]
  - Чемпион WWE / WWE Raw среди женщин (2 раза)[151]
  - Чемпион WWE SmackDown среди женщин (2 раза)[152]
  - Командное чемпионство WWE среди женщин (2 раза) — с Сашей Бэнкс[153]
  - Победительница женского Money in the Bank (2019)[154]
  - Первая женская чемпионка Тройной короны
  - Победительница «Королевской битвы» (2024)
  - Чемпионка Большого шлема (первая)[155][156][157][158][159][160][161][162]
  - Премия NXT года (2 раза)
    - Женщина года (2015)[163]
    - Матч года (2015) против Саши Бэнкс на NXT TakeOver: Brooklyn[163]